# Arcoppia fenestralis
Arcoppia fenestralis är en kvalsterart som först beskrevs av Wallwork 1961.  Arcoppia fenestralis ingår i släktet Arcoppia och familjen Oppiidae.

## Underarter
Arten delas in i följande underarter:
- A. f. fenestralis
- A. f. orientalis
- A. f. sinensis